# البینو دوزی
البینو دوزی (به لاتین: Albinów Duży) یک منطقهٔ مسکونی در لهستان است که در Gmina Goraj واقع شده‌است.

## خصوصیات
البینو دوزی ۶۱ نفر جمعیت دارد.